# 南房総市立富山国保病院
南房総市立富山国保病院（みなみぼうそうしりつとみやまこくほびょういん）は千葉県南房総市にある医療機関である。

## 診療科
出典
- 内科
- 消化器内科
- 外科
- 整形外科
- リハビリテーション科

## 医療機関の指定等
出典
| 救急告示病院 | 病院群輪番制病院 |

## 交通
出典
- JR東日本 内房線 岩井国保病院前下車　徒歩0分